# インターフルーク

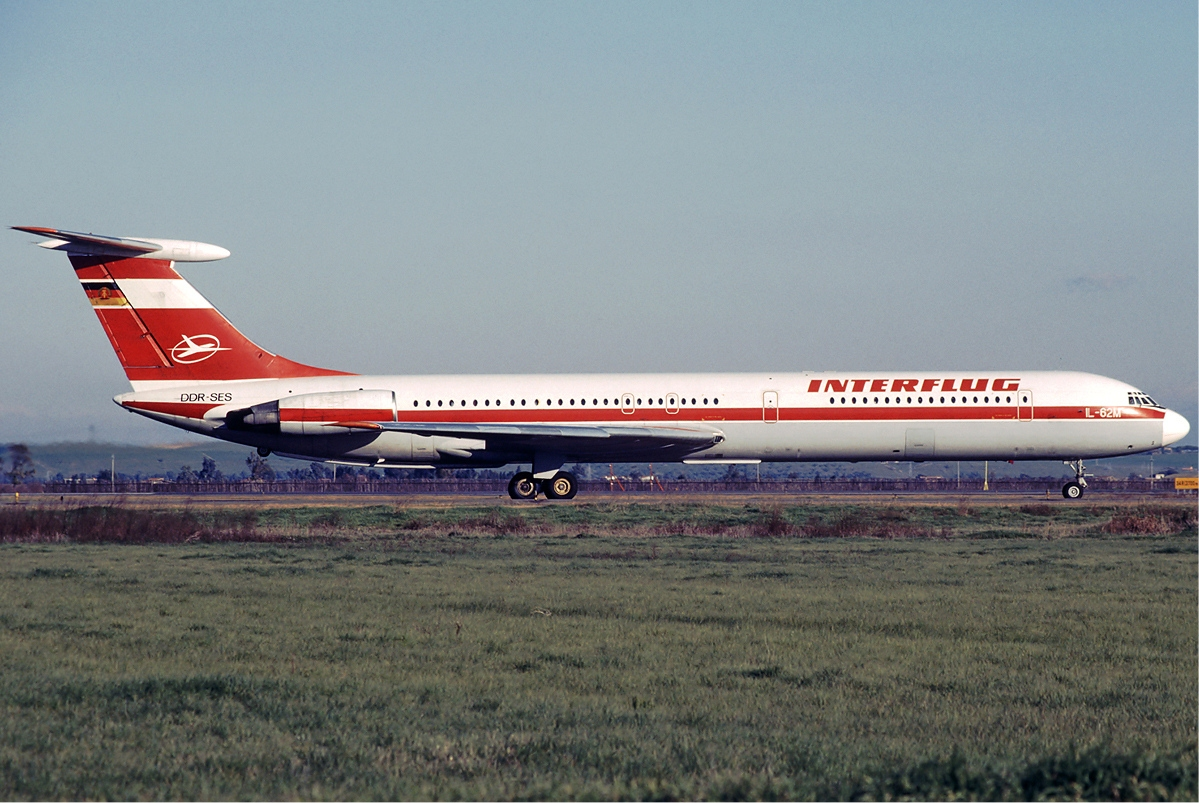
インターフルークのIl-62M

インターフルーク(ドイツ語: Interflug, Gesellschaft für internationalen Flugverkehr m.b.H.)は、ドイツ民主共和国（旧東ドイツ）の国営航空会社。1958年9月創立。当初はチャーター便専門の航空会社であったが、1963年に東ドイツのルフトハンザドイツ航空が解散したのに伴って国営航空会社に昇格した。1991年、東西ドイツ統一に伴い営業を終了した。

## 概要

### 成り立ち

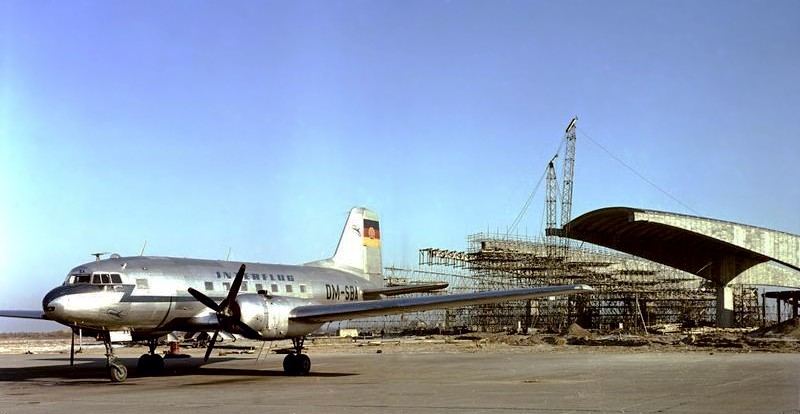
シェーネフェルト空港のイリューシンIL-14（1961年）

当初、東ドイツは1955年に再建した国営航空部門をDeutsche Lufthansa（ドイチェ・ルフトハンザ）と名乗っており、西ドイツのルフトハンザドイツ航空と同じ鶴のロゴマークを描いたIl-14を用いて国内線および東欧諸国への国際線を運行していた。しかし、同名の航空会社が既に存在していた西ドイツに反対された。これを受ける形で1963年に国営航空会社部門をインターフルークに移管し、東ドイツのルフトハンザ航空は解散し、インターフルークが東ドイツのフラッグ・キャリアとなった。
インターフルークは、当時、東ベルリンにあったシェーネフェルト空港を拠点に、イリューシンIl-62やツポレフTu-134といったソ連製の航空機を使って営業していた。

### 終焉
1989年の夏に初めて西側の機材であるエアバスA310型を3機導入したが、その年の秋にはベルリンの壁が崩壊して社会主義統一党の一党独裁制が崩壊し、翌年の1990年には東西ドイツが統一されたためインターフルークはその存在意義を失った。それでもインターフルークはDHC-8などの小型機を用いたコミューター航空会社として会社の延命をはかったが、解散を回避することは出来ず1991年4月3日に営業を終了し解散した。
インターフルークの就航路線や乗務員などは西ドイツ側のルフトハンザドイツ航空に引き継がれ、ソ連製の航空機はロシアのアエロフロートに、エアバス機とTu-154の一部はドイツ空軍に譲渡された。

## 事業内容
インターフルークは、以下の5つの部門で民間航空事業を行っていた。中国民用航空局の様に、航空会社としての機能と航空行政としての機能を併せ持っていた。
- コマーシャル・フライト部門（旅客サービス）
- 農業フライト部門（農薬散布など）
- 空港部門（空港の運営、グランドハンドリングなど）
- ATC部門（航空管制）
- エアリアル・サーベイ部門（航空写真撮影など）

## 就航地

1973年のインターフルーク国際線路線網

国際線は主に東欧やソ連圏を就航したが、他にも、キューバや中華人民共和国、アフリカの社会主義政権の国家にも就航していた。1980年代の終わりには東南アジアにも就航した。ほかにチャーター便として日本などにも飛来することがあった。また、国内線は東ベルリン、エアフルトおよびヴァイマル、ヘリングスドルフ、ドレスデン空港、ライプツィヒ・ハレ空港などに就航していた。
1987年版の時刻表には、ライプツィヒ見本市が開催される際には、ミュンヘン、シュトゥットガルト、ハンブルク、デュッセルドルフなどの西ドイツ諸都市へのチャーター便が運行される旨の記述があった。また、コードシェアを行なっていたわけではないが、自社路線と併せて、アエロフロートの東ドイツ路線の時刻も掲載されていた。

## 運行した機体
保有する航空機のほぼ全てがソ連製だった。1960年代には自国でジェット旅客機・バーデ 152を製造して就航させようとしたが失敗に終わっている。1980年代末の東西ドイツ統一直前にA310、DHC−8といった西側の機材を受領し、短期間運行した。Tu-154は受領から解散までの期間が短かったため、ほとんど運行されることなく終わった。
- Il-14
- Aero 45
- An-2
- An-24
- Il-18
- Tu-134
- Il-62
- L-410
- A310
- DHC-8
- Tu-154

- エアバスA310-300
- イリューシンIl-14
- イリューシンIl-18
- イリューシンIl-62
- ツポレフTu-134
- ツポレフ Tu-154
- アントノフAn-2

## 事故
- 1972年ケーニヒス・ヴスターハウゼン墜落事故
- インターフルーク102便離陸失敗事故